# Decitre
Decitre est une entreprise de librairie, fondée en 1907 à Lyon par Henri Decitre et rachetée en janvier 2019 par le Furet du Nord. Basé dans le 8e arrondissement de Lyon, le groupe dispose de 11 magasins dont quatre à Lyon et en région lyonnaise,  quatre dans les Alpes (Grenoble, Annecy, Chambéry, Annemasse), une à Saint-Étienne, et deux en région parisienne, à Levallois-Perret et Bezons.
Les librairies Decitre commercialisent une gamme de produits diversifiés : livres, guides, cartes, plans, liseuses, livres numériques, papeterie, produits designs et de pointe, loisirs et jeux.

## Historique

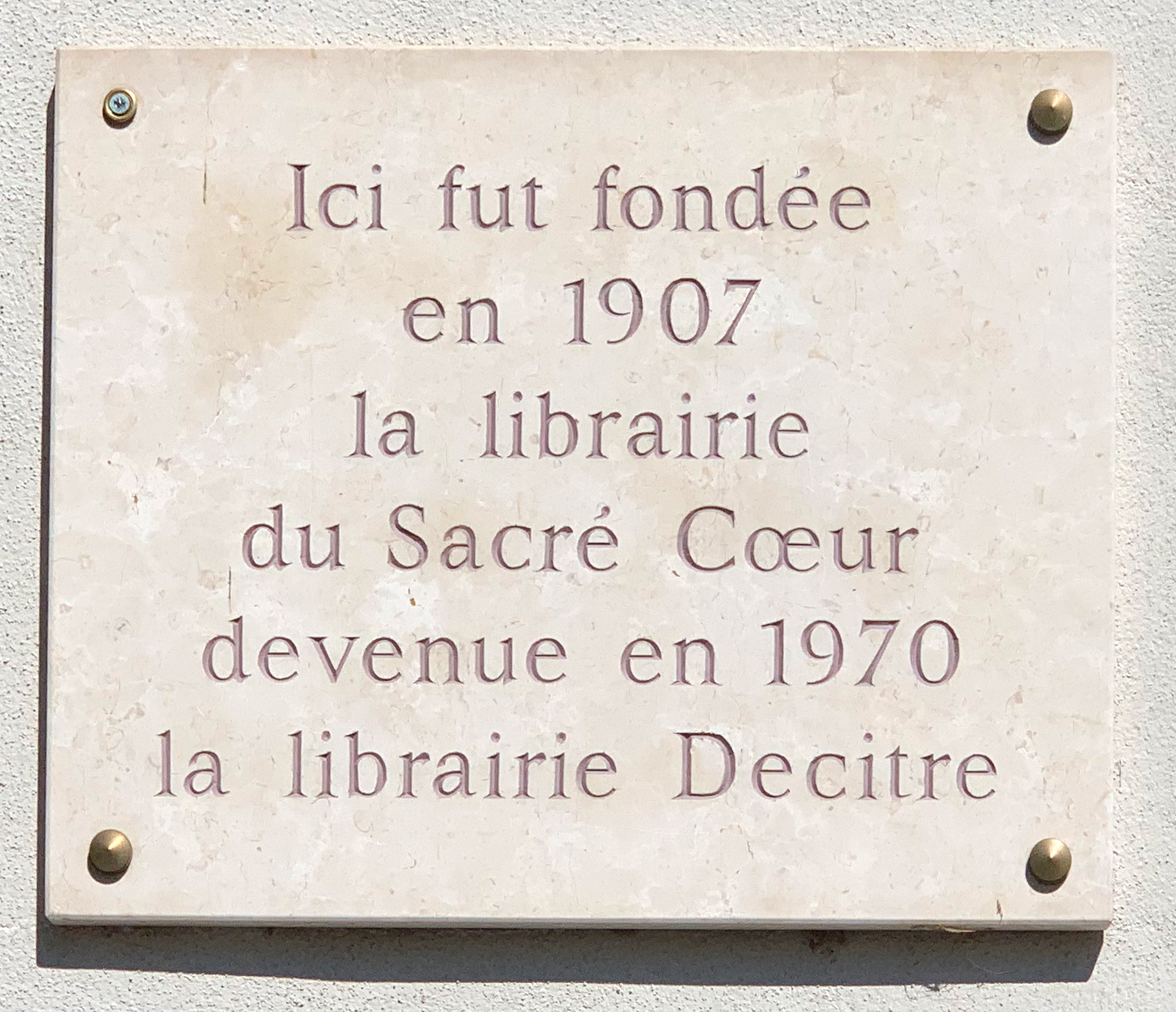
Plaque commémorative de la Librairie du Sacré-Cœur au 6, place Bellecour.

En 1907, Marius Bassereau et Henri Decitre reprennent une petite librairie créée en 1850 au 6, place Bellecour la Librairie du Sacré-Cœur. Leur première idée est de se concentrer sur le domaine religieux. En 1958, la librairie s'agrandit, passant de 50 à 500 m2, et se diversifie : il s'agit désormais d'une librairie « générale et de sciences humaines » qui propose également des disques, de l'artisanat et un rayon jeunesse.
Pierre Decitre prend en 1972 la direction de l'entreprise familiale Decitre, fondée par son grand-père Henri Decitre en 1907. La société ne compte alors que la librairie située à l'adresse historique du 6, place Bellecour à Lyon.
Au fil des années, Pierre Decitre développe les activités de l'entreprise, en ouvrant trois autres librairies en région lyonnaise : à Saint-Genis-Laval en 1982 ; à Écully en 1985 ; au 29, place Bellecour en 1988. Puis il ouvre quatre nouveaux magasins en région Rhône-Alpes : en 1993 à Annecy et à Chambéry ; en 1995 à Grenoble (au 9-11, Grande Rue).  
En 1997, le groupe lance le site de commerce en ligne decitre.fr. En 2005, le groupe Decitre ouvre une huitième librairie dans le centre commercial Part-Dieu, et en 2016 à Annemasse et à Levallois-Perret (dans le centre commercial So Ouest).
En septembre 2007, Pierre Decitre cède la présidence et la direction du groupe Decitre à son fils aîné, Guillaume Decitre.
En 2012, le site communautaire Entrée Livre (plus de dix mille membres) est lancé. La même année, une nouvelle librairie lyonnaise au centre commercial Confluence est ouverte. En 2013, les deux librairies place Bellecour sont regroupées au numéro 29.
Le 23 septembre 2017, la librairie de Saint-Genis-Laval, située dans le centre commercial « Saint-Genis 2 », ferme ses portes après 35 ans d’existence.
Le 7 novembre 2017, une nouvelle librairie Decitre ouvre à Crèches-sur-Saône, près de Mâcon, en Saône-et-Loire.
Le 18 janvier 2019, le Furet du Nord annonce l'acquisition des librairies du groupe Decitre,.
Du 15 octobre 2021 au 30 avril 2022, une boutique éphémère a ouvert dans le centre-ville de Mâcon au 137, rue Carnot,.
Le 22 juin 2022, une nouvelle boutique ouvre ses portes à Bezons, dans le Val-d'Oise.
Le 10 juillet 2024, une librairie Decitre ouvre à Saint-Étienne dans le centre commercial Centre Deux.
En 2024 le site Internet de Decitre est intégré au site du Furet du nord tout en gardant l'habillage Decitre. Cela se traduit par un changement des codes des cartes de fidelités. Les fonctionnalités du site sont modifiées avec un procédure pour décourager le retrait avec paiment en librairie au profit d'un paiment immédiat par Internet.

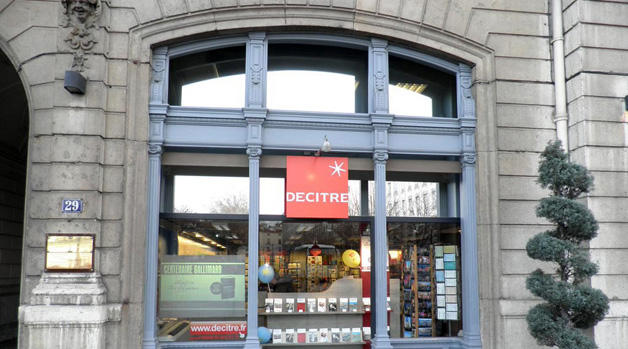
Vitrine de la librairie historique, place Bellecour.
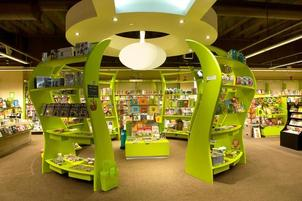
Rayon jeunesse de la librairie du centre commercial La Part-Dieu.
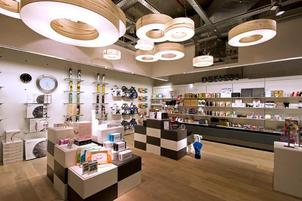
Rayon design de la librairie de Confluence.

## Activités du groupe
Le groupe Decitre compte 10 librairies, qui ont une superficie moyenne de 900 m2, un site de commerce en ligne lancé en 1996 (à l'époque le premier site de vente en ligne de livres) qui propose aujourd’hui plus de 1 500 000 ouvrages accessibles. Avec 1,5 million de visiteurs par mois, il se place à la 3e position des sites de ventes en ligne de livres. Decitre est le premier acteur sur le marché des bibliothèques et collectivités en France. Decitre propose par ailleurs un service de location de sa base de données à différents clients au sein de son domaine d’activité. Le groupe a créé en 2012 une société spécialisée dans la distribution de solutions et de services autour du livre numérique (TEA – Solution numérique). 
Le Fonds Decitre a été créé en 2011 pour œuvrer en faveur de l’accès universel à la lecture et lutter contre l’illettrisme en partenariat avec d’autres associations telles que les Restos du Cœur, la fondation Mérieux, Bibliothèques sans frontières, Lire et faire lire, Sport dans la ville et la Croix-Rouge française. En 2022, le Fonds Decitre devient Lire et Sourire et se détache progressivement des activités du groupe.